# 自己犠牲
自己犠牲（じこぎせい、self-sacrifice）とは、何らかの目的や他者のために、自己の時間・労力・身体・生命をささげること。

## 概要
自己犠牲は、様々な宗教で重視されている。
般若心経では、自己犠牲とは自己を放棄することで、『自我を捨て、無我になる』すなわち自分以外のもの、普遍的世界だとしている。
法華経でも自分の利益を犠牲にして他人の利益を図る『利他心』は当然の真理とし、これほど尊いものはないと教えられる。
キリスト教では約2000年前、イエス・キリストが人類の罪を身代わりに受けるために十字架に架かった、とし、自己犠牲は愛だとされている。
『ヨハネによる福音書』15章13節には「友のために自分の命を捨てること、これ以上に大きな愛はない」とある。

## 生物学に於ける自己犠牲
生物一般に於いても、自己犠牲的な現象が見られる場合がある。親が子をかばう行動は多くの動物に見られる。これは親による子の保護の一例である。それ以外にも様々な例があり、一般的に利他的行動と呼ばれる。（行動生態学も参照。）
動物における利他的行動は、血縁選択説（血のつながりのある個体）や互恵的利他主義（血のつながりのない個体）で説明される。

## 自己犠牲をテーマにした作品
- 哀れなハインリヒ

### 小説
宮沢賢治や山本周五郎は、自己犠牲をモチーフにした作品を多く残している。宮沢は法華経に帰依し、山本はクリスチャンだった。三浦綾子もクリスチャンである。
『星の王子様』
アントワーヌ・ド・サン＝テグジュペリの『星の王子さま』では、王子は小さな薔薇のために命をささげる。
『銀河鉄道の夜』
宮沢賢治の『銀河鉄道の夜』で自己犠牲は重要なテーマとなっている。主人公のジョバンニは次のようにつぶやく。
銀河を走る鉄道の車窓からは、赤い星「さそり」が見えた。さそりが、それまで他の命をうばって食糧として生きてきた罪を、死の直前に懺悔し「まことのみんなの幸いのために私の体をお使い下さい」と祈ったことで天に召されて星になったのである。このさそりの祈り、そして自らの身体を燃やすことで、闇のような世界を照らし続ける「さそり」の姿によって、自己犠牲的精神が描かれている。
- オスカー・ワイルド
  - 『幸福な王子』
- 宮沢賢治
  - 『よだかの星』
  - 『グスコーブドリの伝記』
  - 『雨ニモマケズ』
- 三浦綾子
  - 『塩狩峠』
- 山本周五郎
  - 『樅ノ木は残った』
- 小泉八雲
  - 稲むらの火

### 絵本
- 浜田廣介
  - 『泣いた赤鬼』
- やなせたかし
  - 『アンパンマン』

### 映画
- 『コンスタンティン』
- 『7つの贈り物』
- 『グラン・トリノ』
- 『奇跡の海』

### 漫画
- 萩尾望都
  - 『トーマの心臓』
- 武論尊・原哲夫
  - 『北斗の拳』

## 自己犠牲に関連する現実世界の出来事の例

### 他者の生命の為に行われた行為
- 身体を用いた大事故等の阻止 - 塩狩峠列車暴走事故・打坂地蔵尊
- 危険度の高い難病罹患者への献身 - ダミアン神父・野口英世
- 他者の生命と自己の生命の取引 - 清水宗治・マキシミリアノ・コルベ ・廣枝音右衛門
- 制御不能となった輸送機械の暴走等から他者を救うための死闘 - 杉浦茂峰・T-33A入間川墜落事故・京福電気鉄道越前本線列車衝突事故（2000年）
- 他者の生命を救うために行われた危険を伴う行為 - 新大久保駅乗客転落事故・2007年ときわ台駅踏切事故
- 他者の救助を自己の救助よりも優先させた行為 - エア・フロリダ90便墜落事故（他の生存者に救助ヘリを譲った男性が死亡）

### 味方の損害を低減又は敵方に損害を与えるために行われた行為
- 危険度が高い又は死亡を前提とした行為への志願 - 殿・特別攻撃隊
- 忠義を自己の生命よりも優先させた行為 - 鳥居強右衛門
- 抗議の自殺 - 森川清治郎・由比忠之進・ティック・クアン・ドック